# كهنة كند
كهنة كند (بالإنجليزية: Kohneh Kand)‏ هي مستوطنة تقع في قسم انغوت الغربي الريفي في إيران. يقدر عدد سكانها بـ 19 نسمة .